# Indiase zouthaag

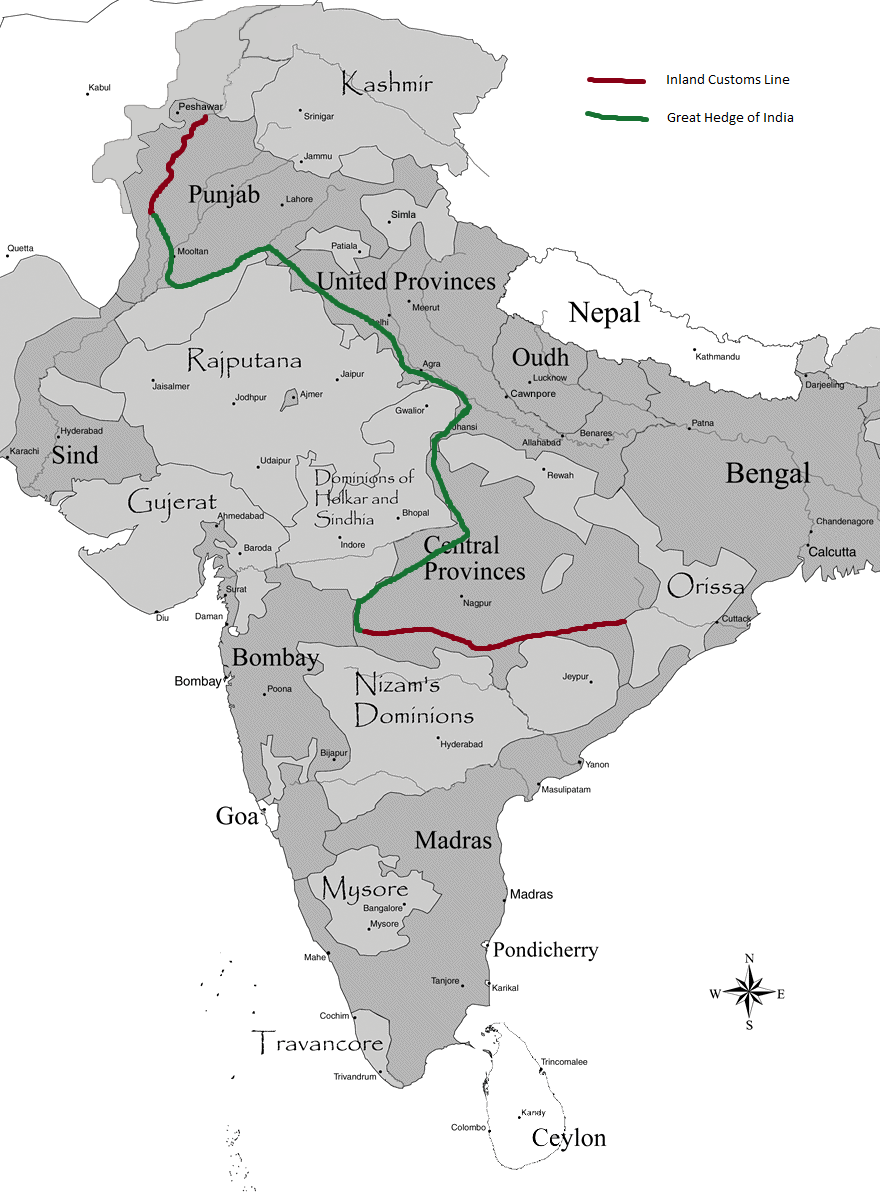
Het traject van de Inland Customs Line (rood) en de zouthaag (groen) in de jaren 1870

De Indiase zouthaag, ook bekend als Inland Customs Line en Great Hedge of India, was een douanebarrière gebouwd door de Britse koloniale heersers van India om de zoutbelasting af te dwingen en smokkel tegen te gaan. Ten noorden van de tolgrens lag het belastingtarief hoger. Op het hoogtepunt was de barrière 4000 km lang, waarvan 1500 km haag.

## Geschiedenis
De tolgrens werd geïnstalleerd door de Britse Oost-Indische Compagnie en voortgezet onder de directe Britse overheersing. De oorsprong lag in een reeks douanekantoren die in 1803 in Bengalen werden opgericht. Daaruit groeide een doorlopende barrière die in 1843 onder de controle van het Inland Customs Department werd gebracht.
Naarmate meer grondgebied onder Britse heerschappij kwam, breidde de zouthaag zich uit tot een lijn van meer dan vierduizend km, die zich slingerde van de Punjab in het noordwesten tot de prinselijke staat Orissa. Ze volgde vaak rivieren en andere natuurlijke obstakels. Aanvankelijk was de barrière gemaakt van dood, stekelig materiaal. Het zicht van de levende haag die op sommige plekken spontaan groeide, inspireerde de douanecommissaris en natuuronderzoeker Allan Octavian Hume in 1867-1870 tot een beleid van gerichte aanplant. De haag, die tot vier meter hoog was en soms even breed, werd vergeleken met de Grote Muur van China. Tegen 1872 zette het Inland Customs Department meer dan 14.000 beambten in om de doorgangspunten te bemannen en om te patrouilleren.
De zouthaag was een belemmering voor het vrij verkeer van personen en goederen. Ook het ecosysteem werd erdoor beïnvloed, omdat de haag sommige dieren tegenhield. Smokkel tierde welig en had menige dodelijke confrontatie tot gevolg. Het hogere zouttarief leidde vooral in de Bengalen tot tekorten aan een essentieel voedingsbestanddeel. Dit beleid bracht deficiëntieziekten teweeg en zorgde er ook voor dat mensen moeilijker herstelden van of sneller stierven aan andere aandoeningen. 
Ondanks deze nadelen werd de zouthaag pas in 1879 opgegeven, nadat de Britten controle hadden verworven over de zoutwinning, zoals het zoutmeer Sambhar in Rajasthan. Dit liet toe de zouttaks te rationaliseren door de productie te gaan belasten. De tariefverschillen werden gereduceerd en in 1882 helemaal uitgevlakt. Datzelfde jaar kwam er echter een nieuwe Zoutwet, die Indiërs verbood zout te winnen en te verkopen. Het hervormde zoutregime bleef controversieel en was een mobiliserend thema in de onafhankelijkheidsstrijd, getuige de Zoutmars van 1930. De afschaffing van de zouttaks in 1946 was een sterk symbool voor het jonge India.
Het bestaan van de ooit massieve zouthaag was helemaal in de vergetelheid geraakt tot Roy Moxham er in 2001 een boek over schreef. Hij ging ook op zoek naar fysieke overblijfselen, maar vond enkel een kleine sectie bij Etawah.

## Voetnoten
1. ↑  The Great Hedge of India, Amusing Planet, 20 februari 2020. Gearchiveerd op 26 januari 2023.